# Onthophilus foveipennis
Onthophilus foveipennis är en skalbaggsart som beskrevs av George Lewis 1885. Onthophilus foveipennis ingår i släktet Onthophilus och familjen stumpbaggar. Inga underarter finns listade i Catalogue of Life.